# Évangile de la femme de Jésus

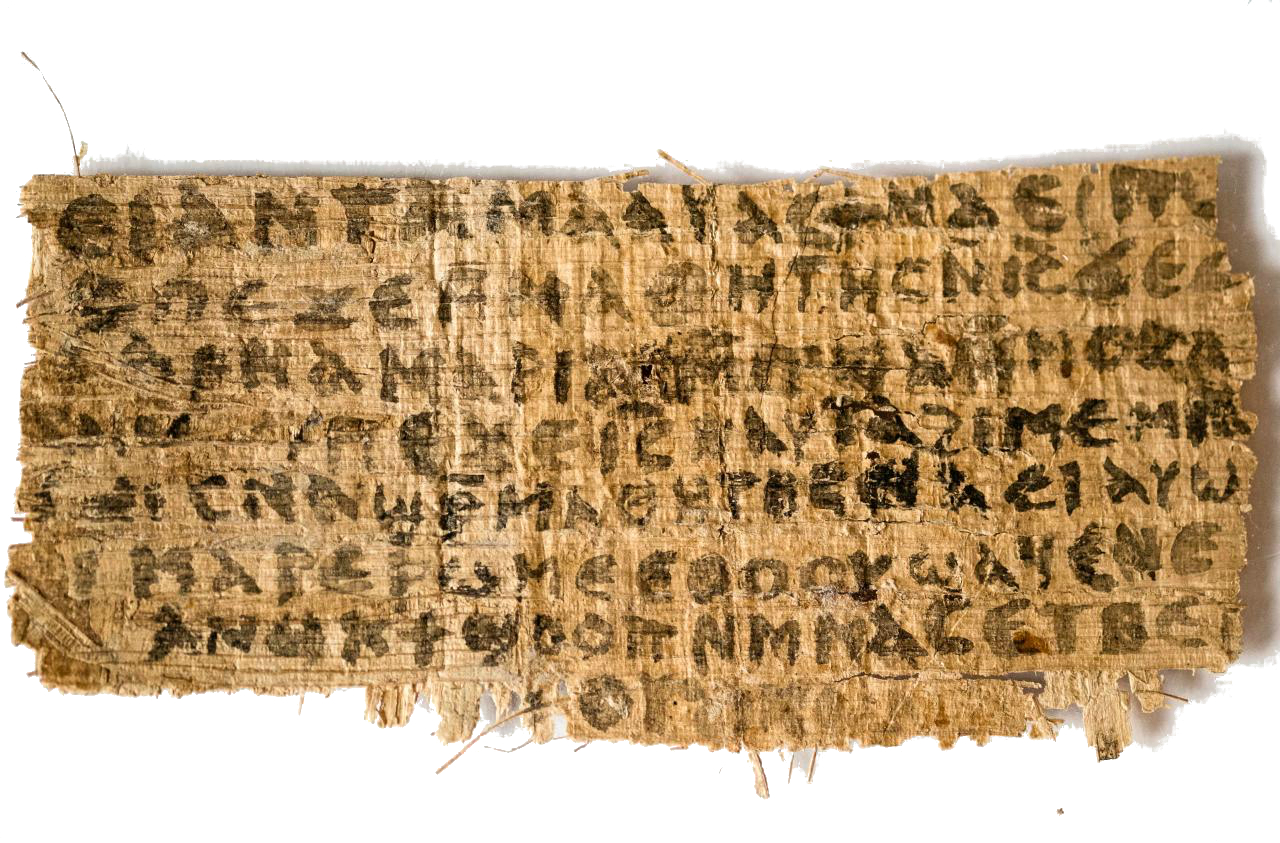
L'Évangile de la femme de Jésus

L'Évangile de la femme de Jésus est le nom donné à un fragment de papyrus où figure un texte écrit en copte qui inclut les mots : « Jésus leur dit : ma femme… ». Initialement présenté comme une traduction copte du IVe siècle d'un écrit en grec dans la seconde moitié du IIe siècle, le document s'est depuis avéré être une probable forgerie.

## Débat sur l'authenticité
Le 18 septembre 2012, la professeure Karen Leigh King, invitée au congrès international d'études de la langue copte qui se tient à Rome, annonce l'existence d'un fragment de papyrus de 3,8 sur 7,6 cm qui contient l'expression : « Jésus leur dit : ma femme… ». King l'a fait examiner par fait trois spécialistes — la professeur de religion Anne-Marie Luijendijk, le papyrologue Roger Bagnall et le linguiste Ariel Shisha-Halevy —, qui estiment tous trois que tant le texte que le papyrus semblent anciens.  
King et sa collègue Anne-Marie Luijendijk appellent le fragment Évangile de l'épouse de Jésus à des fins de référence, mais reconnaissent que le nom est controversé. King insiste sur le fait que le fragment, « ne doit pas être considéré comme une preuve que Jésus, le personnage historique, a effectivement été marié ». 
L'apparition d'un « Évangile de la femme de Jésus » suscite immédiatement des débats houleux sur son authenticité, à tel point la Harvard Theological Review doit retarder la publication des recherches de King. Ce débat va durer près de quatre années.  
Dès le mois d'octobre 2012, le journal du Vatican L'Osservatore Romano déclare que l'Évangile est un « faux très moderne », rejoint par plusieurs chercheurs indépendants qui confirment ce jugement,. La même année, le spécialiste des antiquités chrétiennes Christian Askeland explique que « les deux tiers des experts sont très sceptiques sur l'authenticité de ce papyrus, tandis que les autres sont bien persuadés que c'est un faux ». Seuls quelques chercheurs, comme Luijendijk et Bagnall, défendent l'authenticité car le document aurait été, selon eux, impossible à falsifier.
Les analyses textuelles, linguistiques, de datation, des matières… se succèdent, jetant de plus en plus de suspicion sur le manuscrit. Plusieurs spécialistes de la Bible comme Francis Watson et Mark Goodacre (en) pointent les erreurs de grammaire du texte et la similarité des phrases avec l’Évangile selon Thomas. En 2014, une analyse publiée par des chercheurs américains de l'université Columbia, l'université Harvard et le Massachusetts Institute of Technology détermine que le papyrus est ancien et date d'une époque comprise entre le VIe et le IXe siècle.

## Découverte de la forgerie
En juin 2016, un article d'Ariel Sabar dans The Atlantic relate que le propriétaire de cet Évangile est Walter Fritz, un ancien étudiant en égyptologie à l'université libre de Berlin. Personne à la crédibilité douteuse, Fritz est même devenu l'opérateur de plusieurs sites de porno amateur après s’être installé aux États-Unis et sa femme a écrit un livre de visions et de « vérités universelles » qui lui auraient été dictées par « les anges ». Fritz est vraisemblablement l'auteur d'une autre forgerie, concernant un fragment d'un pseudo-Évangile lycopolitain de Jean apparu vers la même époque.  
Karen L. King a répondu que les recherches de Sabar à propos des motivations de Fritz et de ses connaissances en égyptologie faisaient pencher la balance vers l'idée qu'il s'agit d'une forgerie.

## Filmographie
- L'Évangile de la femme de Jésus, téléfilm documentaire réalisé par Anne-Marie Sangin et François Barré, réalisé en 2015, diffusé le 28 mars 2016 sur RMC Découverte.